# Хайнрих I фон Изенбург-Бюдинген
Хайнрих I фон Изенбург-Бюдинген (на немски: Heinrich I von Isenburg-Büdingen; * 1279; † 2 юли 1298, Гьолхайм) е господар на Изенбург-Бюдинген.

## Произход
Той е вторият син на Лудвиг фон Изенбург-Клееберг-Гренцау, бургграф на Гелнхаузен († ок. 1304), и съпругата му Хайлвиг фон Тюбинген-Гисен († сл. 1294), дъщеря на граф Вилхелм I фон Тюбинген-Гисен († 1256) и съпругата му Вилибирг фон Вюртемберг († 1252), дъщеря на граф Лудвиг III фон Вюртемберг. Брат е на Лотар († 1340/1341), господар на Бюдинген-Гренцау-Вилмар.
Хайнрих I умира на 2 юли 1298 г. в битката при Гьолхайм в Рейнланд-Пфалц.

## Фамилия
Хайнрих I се жени за Лиза фон Хоенфелс, дъщеря на Филип I фон Боланден-Хоенфелс († 1277) и втората му съпруга Лукарда фон Изенбург († 1260), вдовица на граф Хайнрих II фон Ханау († 1243), дъщеря на Хайнрих I фон Изенбург в Клееберг. Те нямат деца.